# ويليام إي. بالدوين
ويليام إي. بالدوين (بالإنجليزية: William E. Baldwin)‏ هو محامي وقاضي وسياسي أمريكي، ولد في 6 مارس 1948 ببوتسفيل في الولايات المتحدة. حزبياً، نشط في الحزب الديمقراطي. وقد انتخب عضو مجلس نواب بنسيلفانيا.